# Панов, Алексей Борисович
Алексе́й Бори́сович Пано́в (15 октября 1914, Сыромятниково, Курская губерния — 12 сентября 1944) — командир 67-го гвардейского истребительного авиационного полка 273-й истребительной авиационной дивизии 6-го истребительного авиационного корпуса 16-й воздушной армии Центрального фронта, гвардии подполковник. Герой Советского Союза (1945).

## Биография
Родился 15 октября 1914 года в селе Сыромятникове ныне Путивльского района Сумской области Украины в семье крестьянина. Русский. Член ВКП с 1939 года. Окончил начальную школу на родине, затем 7 классов в городе Конотопе и школу ФЗУ при паровозоремонтном заводе. Работал столяром-краснодеревщиком. В 1932 году поступил в Киевский государственный университет. В 1934 году бросил учёбу в университете и по комсомольской путёвке отправился в 8-ю Одесскую военную авиационную школу имени П. Осипенко, которую окончил в 1936 году.
В марте-августе 1938 года участвовал в национально-революционной войне испанского народа. Участвовал в боях под Эбро и Мадридом. Выполнил 10 боевых вылетов, был тяжело ранен. В 1939 году поступил в Военную академию командного и штурманского состава ВВС РККА имени Н. Е. Жуковского, которую окончил в 1941 году.
На фронтах Великой Отечественной войны с июня 1941 года. Сражался на Ленинградском, Волховском, Калининском, Западном, Юго-Западном, Степном, Северо-Западном, 1-м Белорусском, Центральном фронтах.
Всего совершил 241 успешный боевой вылет, в 41 воздушном бою сбил 7 самолётов противника лично и 8 в группе.
12 сентября 1944 года гвардии полковник Панов в воздушном бою был тяжело ранен и погиб при вынужденной посадке самолета.
Звание Героя Советского Союза Алексею Борисовичу Панову присвоено посмертно 23 февраля 1945 года.
Награждён орденом Ленина (23.02.1945), четырьмя орденами Красного Знамени (23.02.1939, 20.04.1942, 30.05.1943, 06.07.1944), орденами Александра Невского (24.08.1943), Отечественной войны 1-й степени (12.12.1942), Красной Звезды (26.02.1942), медалями «За оборону Сталинграда» и «За оборону Ленинграда». 